# Dusičnan titaničitý
Dusičnan titaničitý je anorganická sloučenina s chemickým vzorcem Ti(NO3)4. Je to bezbarvá, diamagnetická pevná látka, která snadno sublimuje. Jde o neobvyklý příklad těkavého dusičnanu přechodného kovu.

## Příprava
Dusičnan titaničitý se připravuje nitrací chloridu titaničitého za použití oxidu dusičného:
{\displaystyle {\ce {TiCl4 + 4N2O5 -> Ti(NO3)4 + 4ClNO2}}}
Hydratovaný dusičnan titaničitý se získává rozpuštěním sloučenin titanu v kyselině dusičné.

## Vlastnosti
Je rozpustný v nepolárních rozpouštědlech, jako je tetrachlormethan, také se nerozpouští v chloridu křemičitém.
Sloučenina má symetrii D2d, se čtyřmi bidentátními dusičnanovými ligandy. Vazebná vzdálenost N-O je 1,29 Å a 1,185 Å pro nekoordinovaný kyslík.

## Reakce
Dusičnan titaničitý je hygroskopický a přeměňuje se na špatně definované hydráty. Bezvodý materiál je vysoce reaktivní, dokonce i vůči uhlovodíkům. Dusičnan titaničitý také reaguje s n-dodekanem, p-dichlorbenzenem, anisolem a bifenylem.
Teplem se rozkládá na oxid titaničitý.